# Mark-Almond
Mark–Almond fue un grupo de jazz rock de la década de los 70 y principios de los 80, a veces también llamado The Mark-Almond Band. Los principales miembros eran Jon Mark, que cantó y tocó la guitarra, la percusión, y la armónica y Johnny Almond que tocaba el saxofón, flauta y flauta baja y cantó de respaldo. Varios otros músicos han grabado y realizado giras de conciertos con el dúo en varias ocasiones, en particular el baterista Dannie Richmond, largo tiempo asociado al legendario bajista Charles Mingus.

## Comienzos
En 1963, Jon Mark, con su nombre de John Michael Burchell, y con un excompañero, Alun Davies; cantautor, guitarrista folk y músico de skiffle, (después miembro de la banda de Cat Stevens), registró como dúo, un álbum titulado Relajar la Mente, en Decca Records.
A partir de 1965, Mark ha acompañado a  Marianne Faithfull en sus grabaciones y conciertos. Además, escribió y arregló algunas canciones para ella.
En 1968 Mark y Davies fundaron la efímera banda de Sweet Thursday. La banda hizo una sola grabación, la homónima Sweet Thursday en Fontana Records. La banda estaba compuesta por Jon Mark, Alun Davies, Nicky Hopkins, Harvey Burns, y Brian Odgers. Sin embargo, el álbum no fue promovido por su sello discográfico, y la banda nunca hizo giras.
Johnny Almond, nacido John Albert Almond el 20 de julio de 1946 en Enfield, Middlesex, toca previamente en la Zoot Money's Big Roll Band y el Alan Price Set, así como en un considerable número de sesiones de grabación en Inglaterra.
En 1969 había fundado Johnny Almond Music Machine y ha grabado dos discos como solista, Patent Pending y Hollywood Blues. En el primero es acompañado por Geoff Condon, Jimmy Crawford, Steve Hammond, Roger Sutton y Johnny Wiggins. En Hollywood Blues por Curtis Amy, Hadley Caliman, Joe Harris, Charles Kynard, Ray Napolitan, Joe Pass, Earl Palmer y Vi Redd.
Almond y Mark comenzaron a tocar juntos en los álbumes de John Mayall (post-Bluesbreakers)  The Turning Point (1969) y Empty Rooms (1969). A partir de esa experiencia, se decidieron a formar Mark-Almond.

## Mark-Almond

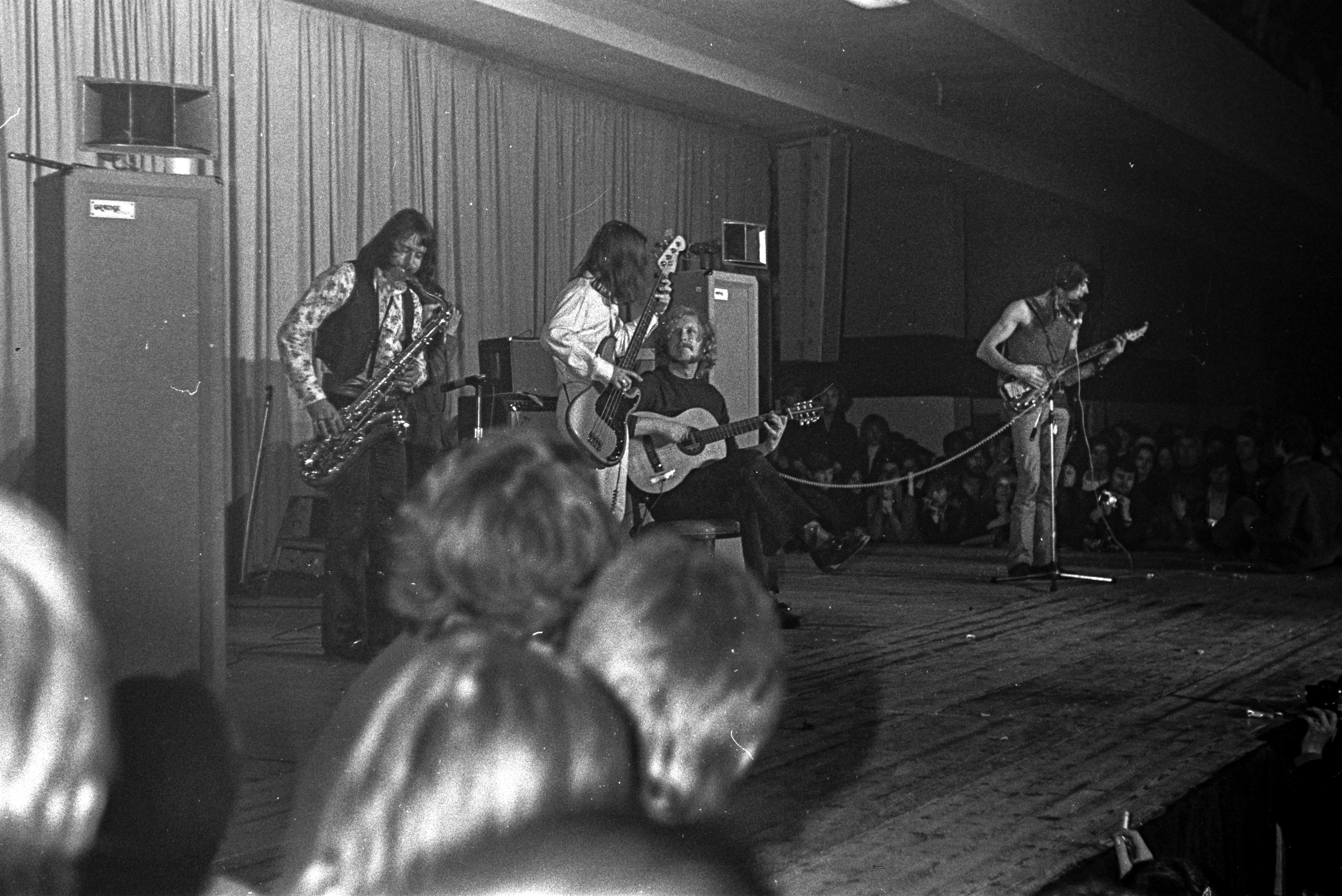
Jon Mark on acoustic guitar, Johnny Almond on saxophone, John Mayall on a Fender Telecaster guitar, Steve Thompson on bass, 12 de enero de 1970 Niedersachsenhalle, Hannover

Sus dos primeros álbumes, Mark-Almond (1971) y Mark-Almond II (1972) que fueron registrados por Bob Krasnow de Blue Thumb Records, y se caracterizan por el estilo de las portadas de los álbumes. En el primer álbum, el tema "The Gueto", recibió muchos aplausos. También contenía "La Ciudad", que, con 10 minutos, 32 segundos es un tema notable.
El segundo álbum contenía el Boston regional hit "One Way Sunday", que obtuvo difusión para ellos en los Estados Unidos en un álbum muy difundido por las emisoras de rock en Boston, Massachusetts, WBCN FM AOR, y en Baltimore, MD WAYE, según el director del Programa, Ty Ford. A continuación, el grupo grabó dos álbumes para Columbia Records, Rising (1972) y el álbum en vivo, Mark-Almond 73 (1973), momento en el cual los miembros del grupo habían crecido a siete.
En octubre de 1972, Mark se vio involucrado en un accidente en Hawái y perdió la mayoría del dedo anular de su mano izquierda. Melody Maker dijo "subió como un nativo y cayó como un Inglés". El tema "What Am I Living For" de Mark-Almond 73  tuvo mucha difusión en la radio, pero sin embargo el grupo se disolvió a finales de ese año.
Mark publicó un disco en solitario para Columbia, Song for a friend en 1975. Él y Almond, se reunieron en 1975 y publicaron su mejor álbum, To The Heart en ABC Records (que había adquirido Blue Thumb) en 1976, que contó con el baterista Billy Cobham. Otros notables músicos, que han grabado o fueron de gira con Mark-Almond incluyen el baterista Dannie Richmond, el violinista Greg Bloch, el teclista Tommy Eyre y el bajista Roger Sutton. Eyre y Sutton más tarde se asociaron en Riff Raff.
A&M Records firmó con el dúo en 1978 y publicó el álbum Other Peoples Rooms, pero el registro no se vendió tan bien como los anteriores. Mark-Almond se disolvió a mediados de la década de 1980, después de la publicación de dos decentes álbumes, Tuesday in Nueva York' (1980) y un directo titulado The Last & Live (1981). En 1996 Mark-Almond se reunió de nuevo para un CD, Night Music, que contó con el teclista Mike Nock entre otros.

## Finales
Mark se mudó a Nueva Zelanda en la década de los 80, y publicó una serie de grabaciones en solitario de música Ambiental en su sello Nube Blanca. También ha colaborado con otros artistas en la tradición Celta y folk y ha efectuado la producción de otros artistas. El lanzamiento de un álbum de un Monje Tibetano cantando sus temas, grabado y producido con su esposa Thelma Burchell ganó un Premio Grammy en 2004.Jon Mark falleció el 10 de febrero de 2021.
Johnny Almond vivió en el Área de la Bahía de San Francisco. Murió el 18 de noviembre de 2009 de cáncer, a la edad de 63 años. De vez en cuando sorprendía a los dueños de los bares locales, llegando con su saxo para hacer actuaciones improvisadas, algunas de los cuales fueron grabadas, incluyendo una emotiva interpretación de Stormy Monday.

## Discografía
- 1971: Mark-Almond (Blue Thumb BTS-27; CD reissue: Line LICD 9.00105; latest CD reissue: Varese Sarabande [UPC: 030206730289])
- 1971: Mark-Almond II (Blue Thumb BTS-32; CD reissue: Line LICD 9.00517)
- 1972: Rising (Columbia KC-31917; CD reissue: Line LICD 9.00511)
- 1973: Mark-Almond 73 (Columbia KC-32486; CD reissue: Line LICD 9.00514)
- 1973: The Best Of Mark-Almond (Blue Thumb BTS-50) - compilation
- 1976: To The Heart (ABC AB-945; CD reissue: One Way 22084)
- 1978: Other Peoples Rooms (Horizon/A&M SP-730; CD reissue: Universal/A&M [Japan]; latest CD reissue: Elemental Music [UPC: 8435395500897])
- 1980: Tuesday In New York (Line 6.24242; CD reissue: Line LICD 9.00056)
- 1981: The Last & Live (Line 6.28538 [2LP]; CD reissue: Line LICD 9.00415)
- 1981: Best Of...Live (Pacific Arts PAC7-142) - compilation
- 1996: Nightmusic (White Cloud 11026 [UPC: 747313002627])

## Músicos del grupo
| - Johnny Almond - Bill Berg - Billy Cobham - Geoff Condon - Ken Craddock - Mark Cranny - Alun Davies - Tommy Eyre - Steve Gadd - Colin Gibson - Jerry Hey - Larry Knechtel - Will Lee - John Leftwich - Jay Lewis - Ralph MacDonald |  | - Jon Mark - Dave Marotta - Jeannie McLaine - Wolfgang Melz - Roberto Pattacia - Leon Pendarvis - Dannie Richmond - Carlos Rios - Mark Ross - Jim Salargie - Roger Sutton - Tommy Tedesco - Bobby Torres - John Tropea - Bobby Vega - Larry Williams |